# Deli Rita
Deli Rita (Tatabánya, 1972. augusztus 21. –) egykori magyar válogatott olimpiai ezüstérmes kézilabdázó. A Magyar Testnevelési Egyetem végzett testnevelő tanárként.Második diplomáját ugyancsak a Testnevelési Egyetemen  Kézilabda Szakedzőként szerezte. EHF mesteredző lett 2021-ben. Édesapja  Deli András egykori labdarúgó.

## Pályafutása
Deli Rita szülővárosában kezdett el kézilabdázni, és tizennégy évesen már az élvonalban erősítette a Tatabányai SC együttesét. Ezt követően a Budapesti Spartacus csapatához került. 1990-től a Testnevelési Főiskola csapatát erősítette, ahol testnevelő tanári diplomát szerzett. 1994-től a Dunaferrben kézilabdázott. A dunaújvárosi csapattal 1995-ben Kupagyőztesek Európa-kupáját nyert. 1997 és 1998 között rövid ideig a Vasasban kézilabdázott, majd ezt követően a Ferencvároshoz szerződött, mellyel bajnokságot nyert 2000-ben. 2000 és 2002 között Ausztriában a Hypobank Niedrösterreich csapatában, majd 2002-től a fehérvári Alcoa FKC-nál játszott.
Krónikus saroksérülése miatt 2004-ben befejezte az aktív sportolást.
2016-ig a Fehérvár KC junior és ifi edzője volt. Ezután a csapat felnőtt együttesét bízták rá. 2020 szeptemberében lemondott az Alba Fehérvár vezetőedzői posztjáról.

## Sikerei
- NB I:
  - győztes: 2000
- Women Handball Austria (Osztrák NB I):
  - győztes: 2001, 2002
- ÖHB-kupa:
  - Győztes: 2001, 2002
- EHF-kupagyőztesek Európa-kupája:
  - győztes: 1995
  - Európa Válogatott (Románia 2000)

### Kitüntetései
- Két alkalommal is elhódította az NB I gólkirályi címét (1999, 2000).[1][5]
- Magyar Köztársasági Érdemrend lovagkeresztje (polgári tagozat): 2000.[6]

## Családja
Édesapja Deli András, egykori tatabányai labdarúgó.
Férje Balássi Imre, a Fehérvár KC elnöke, akihez pályafutása befejezése után ment feleségül. Két gyermekük van, Lily és Szofi.